# Giuseppe Antonio Ferretto
Giuseppe Antonio Ferretto (Roma, 9 marzo 1899 – Roma, 17 marzo 1973) è stato un cardinale italiano.

## Biografia
Figlio di Tommaso Ferretto e di Adele Stazi, fu alunno del Seminario Romano Minore in Vaticano e di quello Maggiore al Laterano, frequentando, fino al 1929, sia il Pontificio Ateneo ad esso collegato, oggi Pontificia Università Lateranense, laureandosi in teologia e in utroque iure, che il Pontificio Istituto di Archeologia Cristiana, appena fondato.
Fu ordinato sacerdote a Roma nel 1923, divenendo, tre anni dopo, docente presso lo stesso Ateneo Lateranense, oltre che presso il Collegio Urbano al Gianicolo, l'odierna Pontificia Università Urbaniana, e conservò tali incarichi per oltre trent'anni, fino alla nomina episcopale.
Il 9 maggio 1929 fu nominato maestro soprannumerario delle Cerimonie pontificie e il 23 aprile 1939 prelato referendario del Supremo Tribunale della Segnatura Apostolica e, quel medesimo giorno, prelato domestico.
Il 7 giugno 1943 divenne sostituto della sacra Congregazione Concistoriale e, il 27 giugno 1950, assessore della stessa, ufficio corrispondente a quello attuale di segretario della Congregazione per i Vescovi.
A tale incarichi, il 9 ottobre 1953, aggiunse quello di consultore della suprema sacra Congregazione del Santo Uffizio.
Entrò a far parte, quale canonico, del Capitolo vaticano il 1º maggio 1953.
Nel concistoro del 15 dicembre 1958, papa Giovanni XXIII, da poco eletto, lo promosse ad arcivescovo titolare di Sardica e lo consacrò, il 27 dello stesso mese, all'Altare della Cattedra della Basilica Vaticana, avendo per co-consacranti il cappuccino Girolamo Bartolomeo Bortignon, vescovo di Padova, e Gioacchino Muccin, vescovo di Feltre e Belluno.
Nella stessa cerimonia, tra gli altri, furono consacrati Domenico Tardini, nuovo cardinale segretario di Stato, Carlo Grano, nunzio apostolico in Italia, Angelo Dell'Acqua ed Albino Luciani, futuro papa Giovanni Paolo I.
Il 20 gennaio 1959, subentrò ad Alberto di Jorio, creato cardinale, quale segretario del Sacro Collegio e il 12 luglio dell'anno successivo, fu nominato consigliere della pontificia Commissione Centrale Preparatoria per il Concilio Vaticano II, di cui divenne membro il 30 ottobre 1961.
Nel Concistoro segreto del 16 gennaio 1961 fu creato cardinale, assieme ad altri tre arcivescovi, e, in quello pubblico, tre giorni dopo, ricevette il titolo di Santa Croce in Gerusalemme.
Il 1º marzo 1961 divenne membro della Pontificia Commissione per lo Stato della Città del Vaticano e, nel concistoro segreto, il 16 dello stesso mese, opta per la diocesi suburbicaria di Sabina e Poggio Mirteto, cui è unito, dal 25 novembre 1841, il titolo abbaziale di Farfa.
Il 19 marzo 1962, nella basilica romana dei Santi Ambrogio e Carlo al Corso, consacrò lo scalabriniano Marco Caliaro, vescovo titolare di Damiata, eletto suffraganeo della diocesi il 10 febbraio precedente.
Il 16 aprile 1962 ricevette la nomina a membro della Sacra Congregazione degli Affari Ecclesiastici Straordinari e, il 5 maggio 1967, anche di quella per la revisione del Codice di Diritto Canonico.
A seguito del motu proprio Suburbicariis sedibus, dell'11 aprile 1962, con il quale il governo pastorale delle sette diocesi suburbicarie era affidato ad un vescovo residenziale ed i cardinali vescovi ne conservavano soltanto il titolo, fu trasferito, il 23 giugno di quell'anno, al titolo diocesi suburbicaria di Sabina e Poggio Mirteto, e contemporaneamente il suffraganeo Marco Caliaro ne diventò il primo vescovo residenziale non cardinale.
Partecipò a tutte le sessioni del Concilio Vaticano II ed al Conclave del 1963.
Nominato penitenziere maggiore dal 7 aprile 1967, dal concistoro del 26 giugno seguente fu anche camerlengo del sacro Collegio dei Cardinali, ufficio che conservò fino al 28 aprile 1969.
Partecipò alla Prima e alla Seconda assemblea ordinaria del Sinodo dei Vescovi, rispettivamente dal 29 settembre al 29 ottobre 1967, e dal 30 settembre al 6 novembre 1969, oltre a quella straordinaria dello stesso organismo, tenutasi in Vaticano dall'11 al 28 ottobre 1969.
Il 1º marzo 1973, a causa di gravi problemi cardiaci, si dimise da penitenziere maggiore, morendo il 17 dello stesso mese.
Fu sepolto dietro all'altare maggiore della chiesa di Santa Maria Immacolata e San Giuseppe Benedetto Labre, tenuta dalle Suore dell'Immacolata, di cui è stato cardinale protettore dal 18 febbraio 1961, nel Quartiere Tuscolano di Roma.

## Genealogia episcopale e successione apostolica
La genealogia episcopale è:
- Cardinale Scipione Rebiba
- Cardinale Giulio Antonio Santori
- Cardinale Girolamo Bernerio, O.P.
- Arcivescovo Galeazzo Sanvitale
- Cardinale Ludovico Ludovisi
- Cardinale Luigi Caetani
- Cardinale Ulderico Carpegna
- Cardinale Paluzzo Paluzzi Altieri degli Albertoni
- Papa Benedetto XIII
- Papa Benedetto XIV
- Papa Clemente XIII
- Cardinale Bernardino Giraud
- Cardinale Alessandro Mattei
- Cardinale Pietro Francesco Galleffi
- Cardinale Filippo de Angelis
- Cardinale Amilcare Malagola
- Cardinale Giovanni Tacci Porcelli
- Papa Giovanni XXIII
- Cardinale Giuseppe Antonio Ferretto

La successione apostolica è:
- Vescovo Marco Caliaro, C.S. (1962)